# John Nash
|  | Per a altres significats, vegeu «John Forbes Nash». |

John Nash (Lambeth, 18 de gener de 1752 – Cowes, 13 de maig de 1835) va ser un arquitecte anglès, conegut per ser l'encarregat de desenvolupar l'urbanisme de la ciutat de Londres durant l'època del Rei Jordi V del Regne Unit.
Era fill d'un dissenyador de molins gal·lès de la zona de Lambeth. Nash va començar a treballar amb l'arquitecte Robert Taylor, però els seus inicis en l'arquitectura van ser breus i sense cap èxit. Més tard, després d'heretar una important fortuna, es va retirar a viure a Gal·les, on acabaria dilapidant gran part de la seua fortuna, a conseqüència de les seues males inversions i declarant-se en ruïna en 1783. Açò va forçar el seu retorn al treball com a arquitecte, centrant-se inicialment en el disseny de cases. En una època influenciat per les idees del paisatgista Humphry Repton, va acabar col·laborant amb ell adaptant els seus arguments de disseny en els seus propis edificis. En 1792 Nash es va sentir capaç de tornar de nou a treballar a Londres.
La seua obra arquitectònica més important va ser el Pavelló Reial de Brighton, recreat amb llenguatges arquitectònics del passat europeu o d'altres cultures, amb un esperit que encaixava molt bé amb el romanticisme de l'època. També és responsable de part del Palau de Buckingham i del disseny inicial del Marble Arch. Va dissenyar també el Regent's Park a Londres, un gran parc on al seu al voltant es van establir les terraces, primers habitatges col·lectius de luxe d'estil palauet, sent potser la més bella Cumberland Terrace. Juntament amb aquest parc Regent Street es parcel·la part del terreny de Londres i s'obri un carrer fins a la residència real. Aquest carrer, on també es troben aquestes terraces, era un carrer d'elit, i es podria dir que era una frontera entre el Londres ric i el pobre.